# Sara Montagnolli
Sara Montagnolli (Innsbruck, 2 de diciembre de 1978) es una deportista austríaca que compitió en voleibol, en la modalidad de playa. Ganó una medalla de plata en el Campeonato Europeo de Vóley Playa de 2011.

## Palmarés internacional
| Campeonato Europeo | Campeonato Europeo     | Campeonato Europeo | Campeonato Europeo |
| Año                | Lugar                  | Medalla            | Pareja             |
| ------------------ | ---------------------- | ------------------ | ------------------ |
| 2011               | Kristiansand (Noruega) | Medalla de plata   | Barbara Hansel     |